# RustRover
RustRover — проприетарная интегрированная среда разработки для разработки на Rust. Она разрабатывается компанией JetBrains на замену бесплатного плагина поддержки Rust для IntelliJ IDEA и CLion

## Функции
- Автодополнение, генерация и анализ кода
- Встроенный отладчик
- Интеграция с популярными фреймворками
- Поддержка Git